# 方燕
方燕（1968年9月—），安徽宿州人，汉族，中国共产党党员，中华人民共和国律师，第十三届全国人民代表大会陕西省代表、陕西省律师协会副会长、北京金诚同达律师事务所高级合伙人。

## 生平
方燕1986年考入中国人民大学法学专业，1992年获得律师执业资格证。她长期在陕西省从事律师职业。
2018年，方燕被选为陕西省出席第十三届全国人民代表大会代表。